# Météorite d'Ornans
La météorite d'Ornans est une météorite de type chondrite carbonée s'étant écrasée le soir du 11 juillet 1868, dans la vallée de Lavaux, à proximité du village franc-comtois d'Ornans, en France. Elle est connue pour être la météorite ayant servi de modèle pour définir un groupe de chondrites carbonées nommées CO (O pour Ornans). Lors de sa découverte, elle a présenté la particularité d'avoir été conservée sous la forme d'un fragment coupé en deux parties égales qui, une fois juxtaposés, présentaient la météorite sous la forme qu'elle avait au moment de l'impact.

## Chute et impact du bolide
Dans la soirée du 11 juillet 1868, vers 19 h 15, quatre détonations successives semblables à des coups de canon, mais distinctes, se font entendre dans les alentours du village d'Ornans ; peu après, se succédèrent rapidement une dizaine de petites détonations. Un nouveau coup semblable aux quatre premiers en intensité se fit entendre, puis un sifflement apparut soudainement, « comparable à celui que ferait un grand nombre de locomotives sifflant toutes à la fois ». À la suite immédiate de ce sifflement, 10 minutes après la première détonation, un corps noir entre en collision avec le sol au lieu-dit la raie de Coutaule, dans la vallée de Lavaux, au sud-ouest d'Ornans. Deux ouvriers, nommés Roussel et Coulet, furent renversés alors qu'ils fauchaient de l'herbe à 75 m du point d'impact et purent être témoins de la chute du bolide. Ils découvrirent la météorite, alors brisée en deux parts égales, dans un petit cratère de 28 cm de profondeur pour un diamètre de 21 cm.
La trajectoire précise du bolide n'a pas pu être déterminée, mais les diverses détonations entendues par les habitants d'Ornans et des villages alentour semblaient provenir de Salins-les-Bains (les habitants ont d'ailleurs initialement cru à un bombardement des forts de la ville par les Prussiens). Ces observations indiquent par conséquent que le bolide chutait globalement dans un sens sud-ouest – nord-est.